# Dimitris Michalopoulos

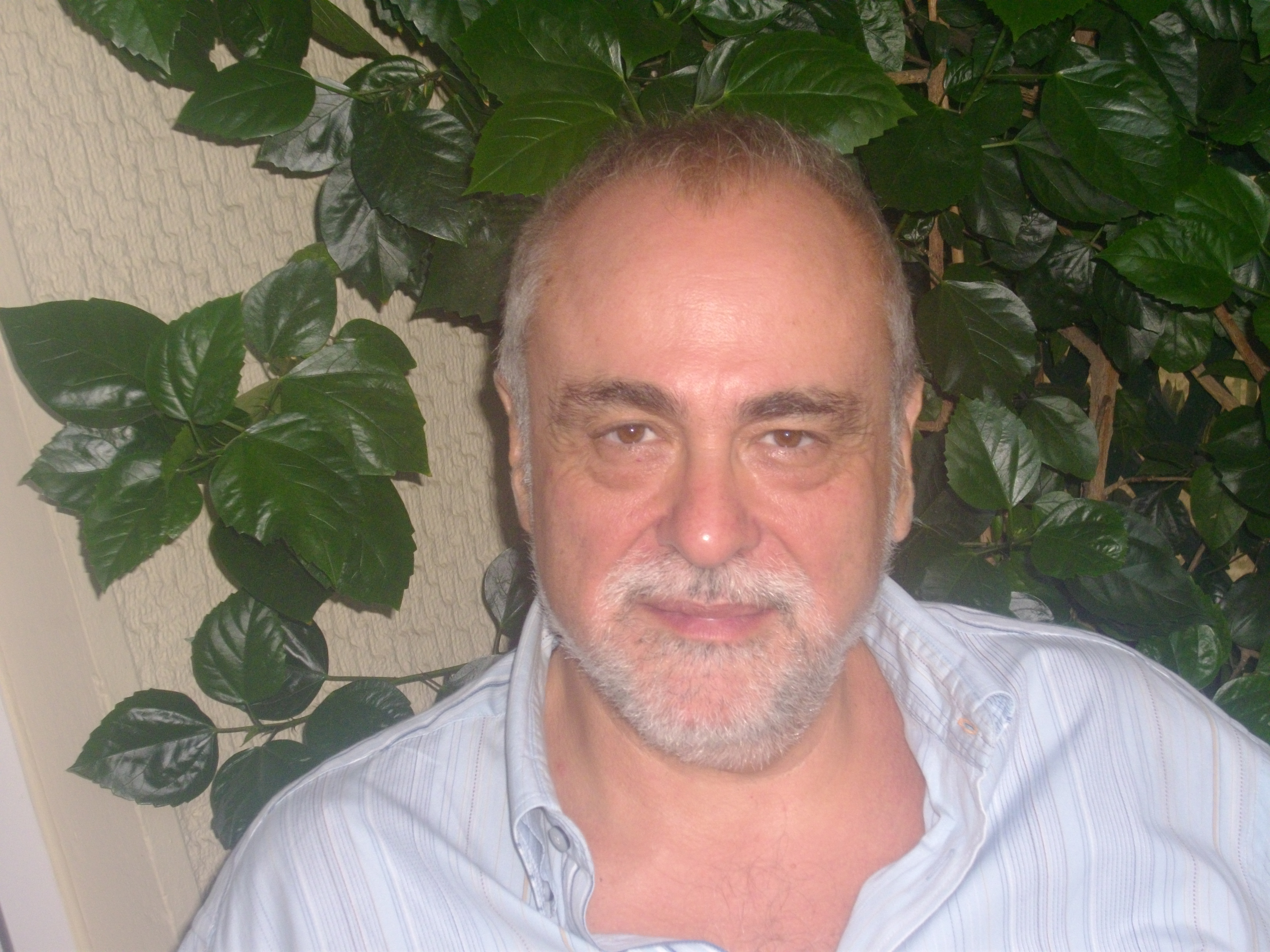
Dimitris Michalopoulos

Dimitris Michalopulos (griechisch Δημήτρης Μιχαλόπουλος, * 1952 in Athen) ist ein griechischer Historiker, der sich insbesondere mit dem Ersten Weltkrieg sowie der Frage des Faschismus befasst hat.

## Werdegang
Er besuchte die  Italienische Schule von Athen (1964–1970), un studierte dann an der Nationalen Universität von Athen (1970–1974) an der École Pratique des Hautes Études in Paris (1974–1975) und an der École des hautes études en sciences sociales, die ihm 1978 den Titel eines Doktors der Geschichte verlieh. Seine Arbeiten, die zuerst 1997 und dann 2012 in Griechenland veröffentlicht wurden (zweite Ausgabe), lieferten insbesondere aus den Archiven des griechischen Außenministeriums Beweise dafür, dass Veniselos im Dienst der Entente Cordiale stand.
In den Jahren von 1980 bis 1982 war er Kurator der Archive von Konstantinos Karamanlis, des damaligen Präsidenten der Griechenlands.
Von 1982 bis 1994 unterrichtete er diplomatische Geschichte an der Aristoteles-Universität von Thessaloniki (zuerst als Dozent und dann als Assistenzprofessor). Von 1990 bis 2000 war er Kurator des Museums der Stadt Athen (Vouros-Eutaxias-Stiftung).
Zur selben Zeit unterrichtete er Militärgeschichte des modernen und zeitgenössischen Europas an der Kriegsschule der Nationalen Marine Griechenlands sowie Seegeschichte an der griechischen Marineakademie. 2014 war er mit dem Institut für Geschichte der griechischen Handelsmarine in Piräus verbunden und befasste sich mit den transozeanischen Reisen der alten Griechen.
Aufgrund seiner Studien zum Ersten Weltkrieg und der Veröffentlichung seiner Ergebnisse war er jedoch viele Male arbeitslos. Darüber hinaus wurde ihm die Stelle eines Professors für Geschichte an der Universität von Athen verweigert; und dies trotz der Entscheidung des griechischen Staatsrates sowie der Interpellationen, die in der griechischen Kammer stattfanden.

## Hauptwerke
- America, Russia and the Birth of Modern Greece, Washington-London: Academica Press, 2020, ISBN 978-1-68053-942-4
- Ulisse nell’Oceano Atlantico, Saarbrücken: Edizioni Accademiche Italiane, 2018, ISBN 978-620-2-08420-8
- Homer’s Odyssey beyond the Myths, The Piraeus: Institute of Hellenic Maritime History, 2016, ISBN 978-618-80599-3-1
- The Greek Ordeal: Corruption and Politics in the Statehood of Greece, Saarbrücken: Scholar’s Press, 2014, ISBN 978-3-639-66910-7.
- The Evolution of the Hellenic Mercantile Marine through the Ages, The Piraeus: Institute of Hellenic Maritime History, 2014, ISBN 978-618-80599-0-0
- Upheaval in the Balkans: Venizelos and Politics, München: GRIN Verlag, 2014, ISBN 978-3-656-75750-4
- Les Argonautes, Paris: Dualpha, 2013, ISBN 978-2-35374-251-6
- Eleutherios Venizelos. An Outline of his Life and Time, Saarbrücken: Lambert Academic Publishing, 2012, ISBN 978-3-659-26782-6
- Philia’s Encomion. Greek-Turkish Relations in the 1950s, Istanbul: The Isis Press, 2018, ISBN 978-975-428-606-9
- The Homeric Question Revisited: An Essay on the History of the Ancient Greeks, Academica Press, 2022. ISBN 9781680537000